# Osobowość modalna
Osobowość modalna – to typ osobowości najczęściej występujący w danej populacji. Badając osobowość modalną, skupia się uwagę na częstości występowania w danej zbiorowości pewnych cech psychicznych i ich powiązań.
Zobacz też:
- osobowość
- osobowość podstawowa

## Literatura
- Szacka Barbara, Wprowadzenie do socjologii, Warszawa 2002.